# 阿志河大桥
阿志河大桥是中国贵州省六盘水市六枝特区的一座高247米的悬索桥，承载了连接水城县和黄果树瀑布的水黄公路，以其283米的主跨跨过了阿志河（北盘江的一条支流）。截至2012年，它仍是世界上最高的20座桥梁之一。